# Törpe vízityúk
A törpe vízityúk (Paragallinula  angulata) vagy (Tribonyx mortierii) a madarak (Aves) osztályának a darualakúak (Gruiformes) rendjéhez, ezen belül a guvatfélék (Rallidae) családjához tartozó faj, nemének egyetlen faja. Korábban a közeli rokon Gallinula nembe sorolták.

## Elterjedése
Afrikában Angola, Benin, Botswana, Burkina Faso, Burundi, Kamerun, a Közép-afrikai Köztársaság, Csád, a Kongói Köztársaság, a Kongói Demokratikus Köztársaság, Elefántcsontpart, Egyiptom, Egyenlítői-Guinea, Etiópia, Gabon, Gambia, Ghána, Kenya, Lesotho, Libéria, Malawi, Mali, Mozambik, Namíbia, Niger, Nigéria, Omán, Ruanda, São Tomé és Príncipe, Szenegál, Sierra Leone, Szomália, a Dél-afrikai Köztársaság, Szudán, Szváziföld, Tanzánia, Togo, Uganda, Zambia és Zimbabwe területén honos.

## Külső hivatkozás
- Képek az interneten a fajról
- Rarebirdspain.net